# Sedačková lanovka Skalnaté pleso – Lomnické sedlo

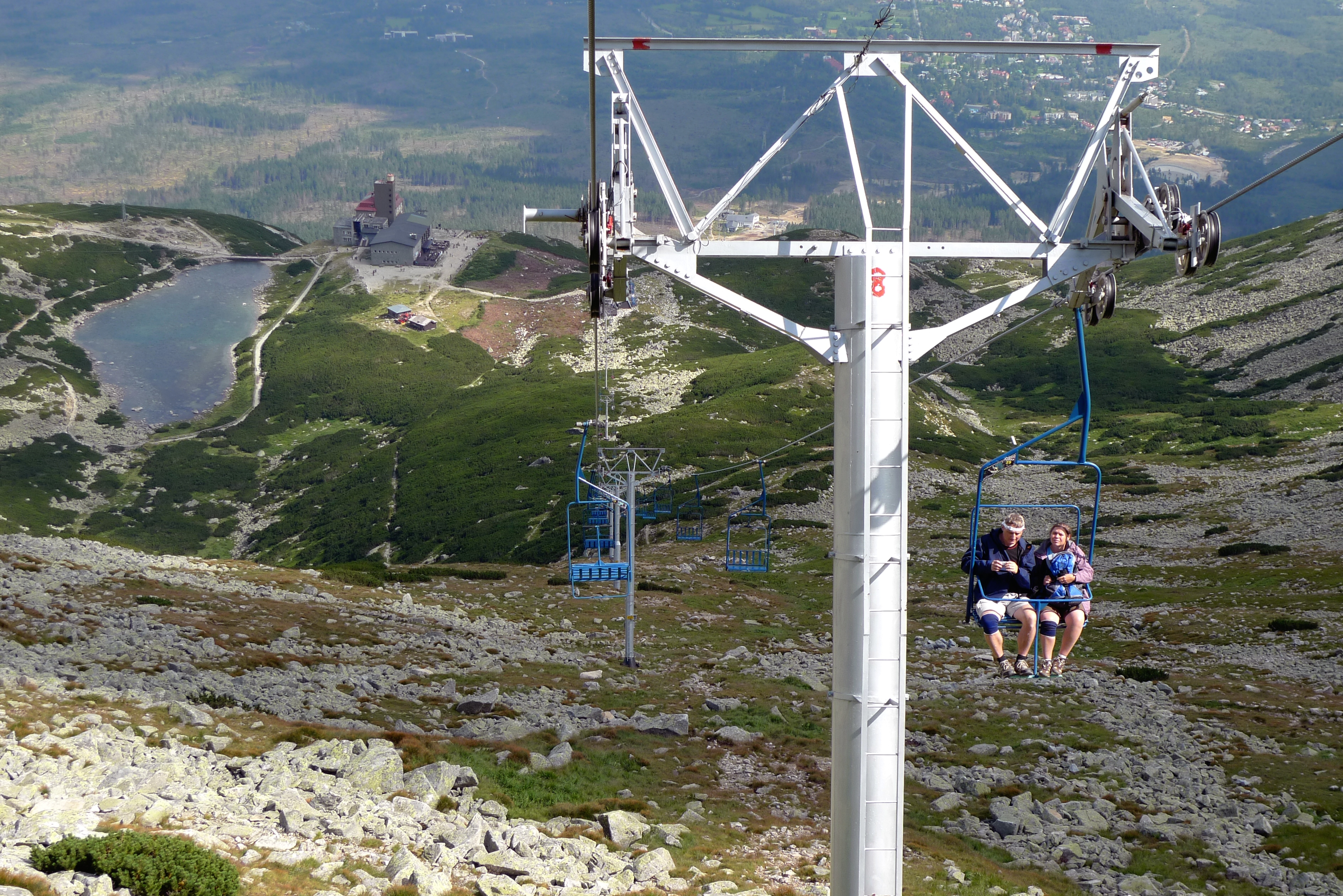
Sedačková lanovka při cestě na Lomnické sedlo

Sedačková lanovka Skalnaté pleso–Lomnické sedlo je lanovka ve Vysokých Tatrách. Spojuje Skalnaté pleso (1787 m n. m.) a Lomnické sedlo (2196 m n. m.). Byla postavena v letech 1976–1978 francouzskou firmou Poma.

## Provozní parametry
Sedačková lanovka překonává na 1140 metrech délky převýšení 419 metrů. Jízda trvá 7 minut a přepravní kapacita je 900 osob v zimě a 540 v létě. Cestovní rychlost je 2,5 m/s v létě a 1,5 m/s v zimě, průměrný sklon 38,5 %, maximální sklon 54 %. Je mimořádně oblíbená mezi lyžaři, kteří využívají černou sjezdovku z Lomnického sedla.

## Fotogalerie

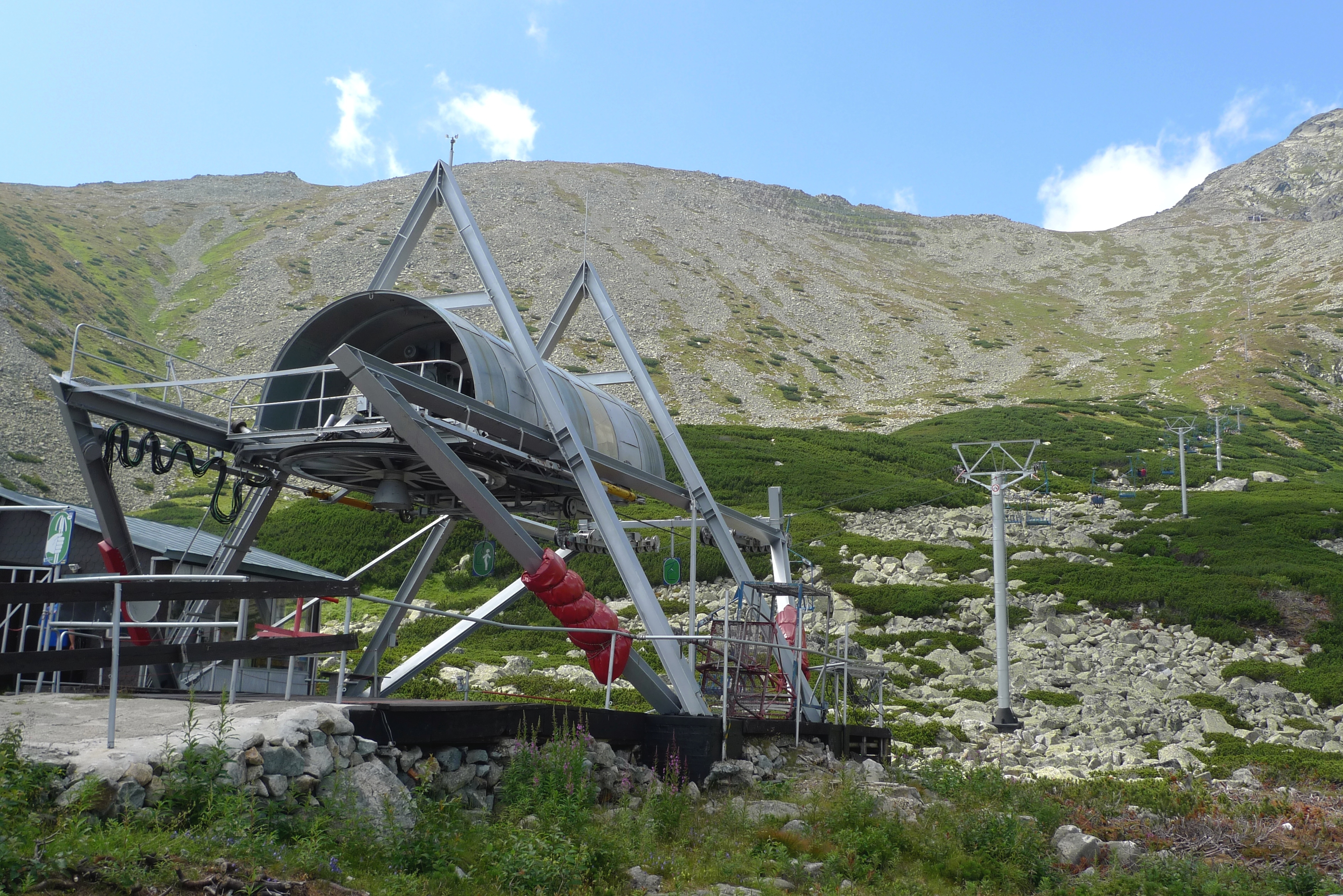
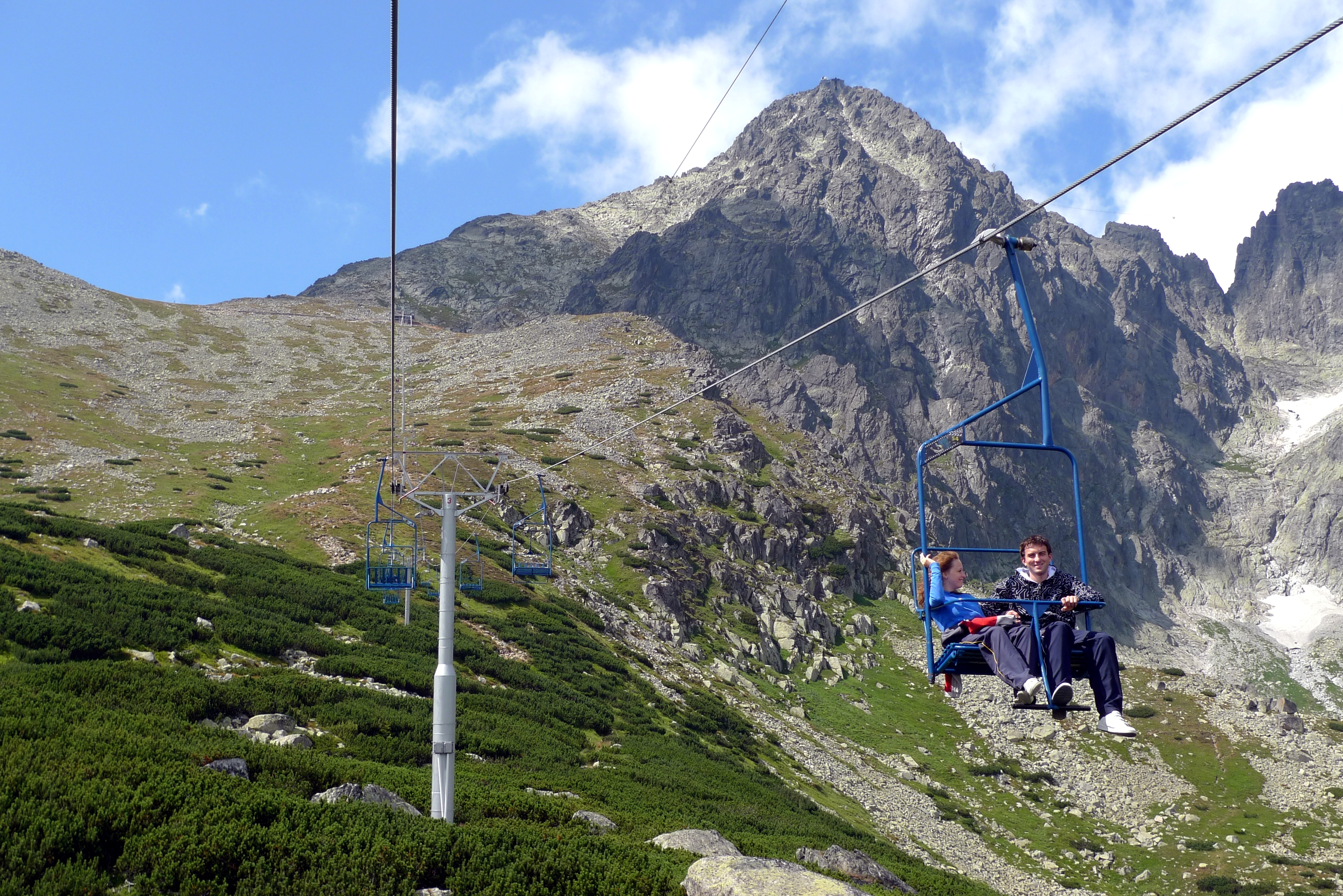
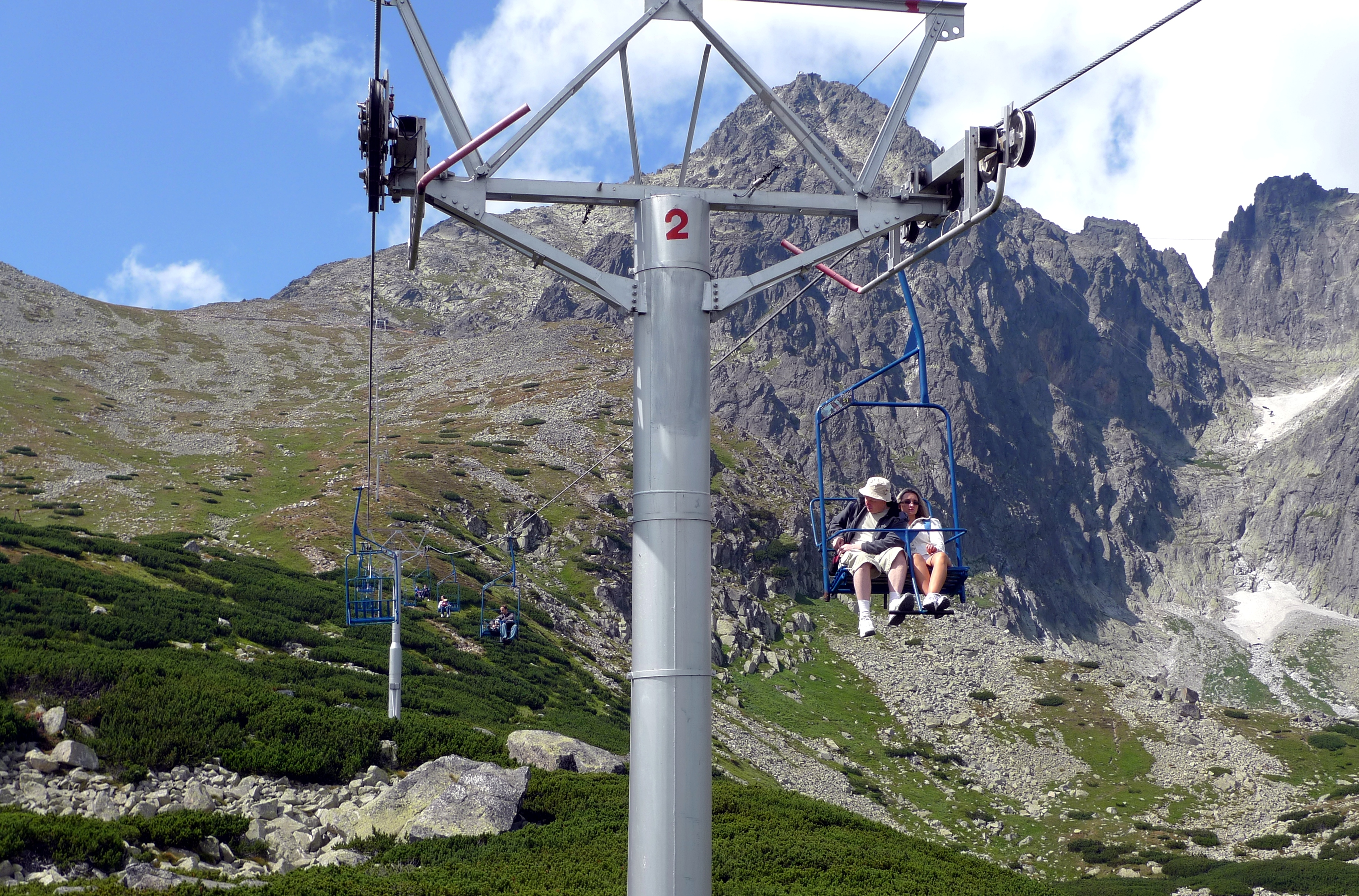